# WON2
WON2, även kallat No-WON, är en icke-officiell uppföljning av WON, som användes i Valve Corporations datorspel, bland annat Half-Life. Efter att Valve lagt ner sin sista WON server och flyttat över spelen till Steam så ansåg en grupp personer att den traditionella Half-Life mjukvaran var bättre än Steam, de skapade då en icke-officiell patch till Half-Life då WON2 används istället.